# Rough Trade Records
Rough Trade Records es un sello discográfico independiente, con sede en Londres, Inglaterra. El proyecto se inició en 1978 por Geoff Travis. 

## Historia
Geoff Travis viajaba en América del Norte y amasó una gran colección de discos de costa a costa. Luego, estos registros enviados de vuelta al Reino Unido, se convirtieron en la base de la tienda Rough Trade. El sello surgió a partir de la tienda Rough Trade, fundada por Travis en el oeste de Londres en 1976. El sello fue creado en 1978 y también entró en el negocio de distribución. La distribución, entre otros, "Joey Parratt" la primera banda, The Flying Brix. Se independizó de la tienda en 1982, luego fue a la bancarrota en 1991, arruinando un buen número de pequeños sellos registro al que se le debía dinero. Rough Trade fue relanzado en 2000. 
Rough Trade se especializó principalmente en Europa para el post-punk y rock alternativo a fines de los años 1970 y principios de los 80. A finales de 1980 Rough Trade se diversifica mediante la emisión de un álbum del mismo nombre de Lucinda Williams. Otras firmas incluidas fueron Agitpop, The Raincoats, Young Marble Giants, The Smiths y Scritti Politti (la última re-firmaron con el sello a mediados de la década de 2000). Geoff Travis más tarde lanzó Blanco y Negro Records en asociación con Warner Bros. Records. 
Rough Trade es una propiedad independiente - una asociación entre el Sr. Travis, Jeanette Lee, (un exmiembro del PIL), y socios minoritarios, Sanctuary Records, como parte del grupo de música Zomba hasta el 11 de junio de 2002, cuando compró a BMG este negocio. En julio de 2007 Sanctuary Records luego se venden Rough Trade al grupo de mendigos toma de Rough Trade independiente, una vez más
Desde su re-nacimiento, Rough Trade ha publicado álbumes de artistas de la calidad de Arcade Fire, The Strokes, The Libertines, Babyshambles, y Belle & Sebastian.

## Artistas

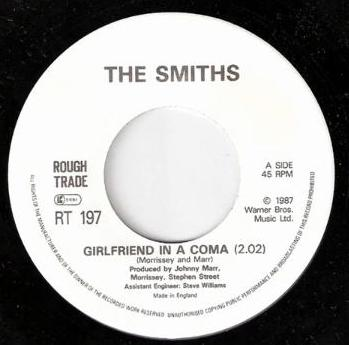
Un disco de vinilo bajo el sello Rough Trade.

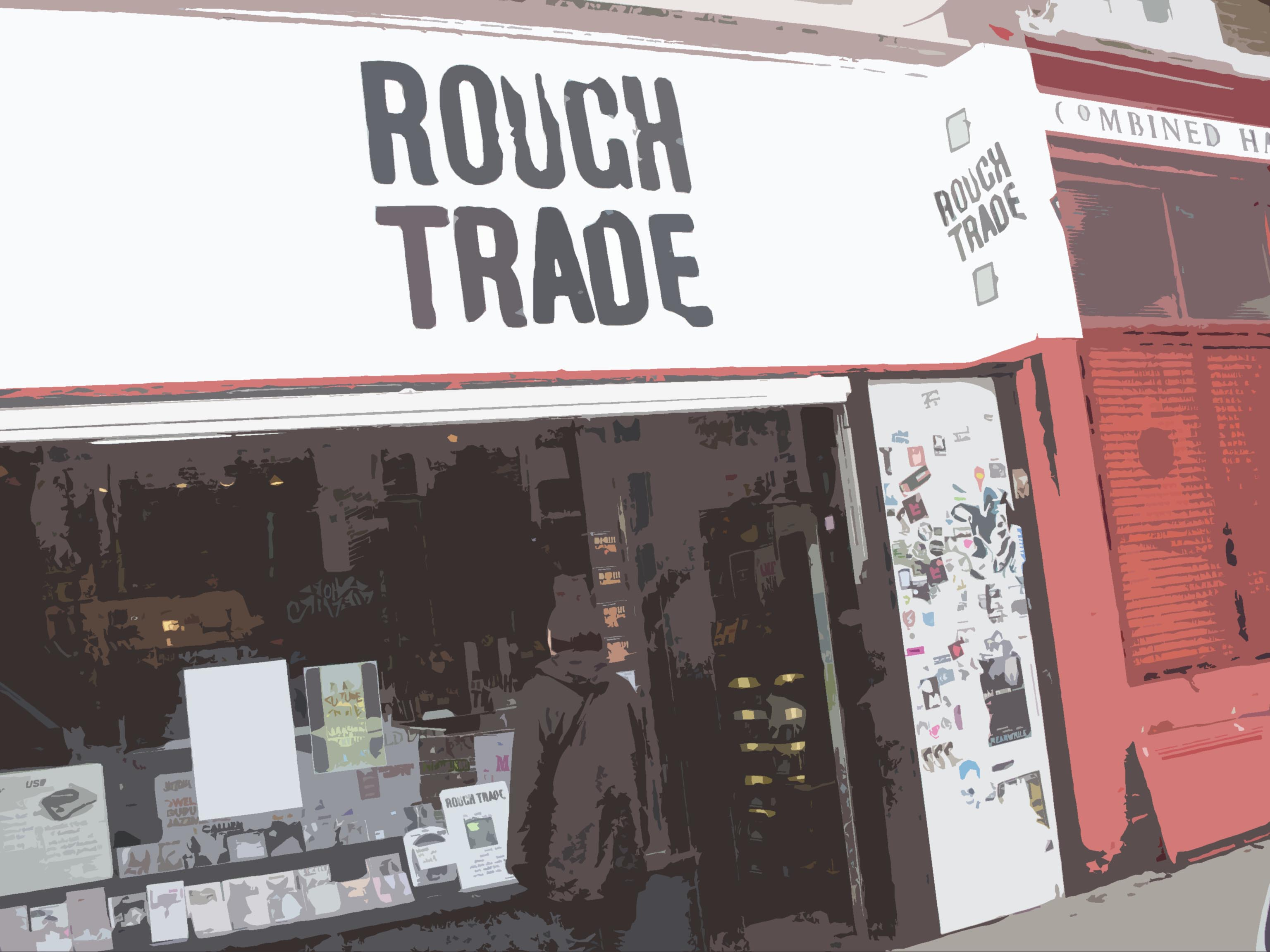
Tienda de Rough Trade.

- Yon Rawlmer
- 1990s
- A R Kane
- Aberfeldy
- Adam Green
- Alela Diane
- Warpaint
- Jennylee
- Horace Andy
- Antony and the Johnsons
- Arcade Fire
- Aztec Camera
- Babyshambles
- Bacio di Tosca
- The Bats
- Baxter Dury
- Beat Happening
- Belle & Sebastian
- Bernard Butler
- Blue Orchids
- Brakes
- British Sea Power
- Basia Bulat
- The Burning Hell
- Butthole Surfers
- Cabaret Voltaire
- Camper Van Beethoven
- Carter USM
- Chris & Cosey
- Chris Thomas
- Jarvis Cocker
- Colorfinger
- Cornershop
- Ivor Cutler
- The Decemberists
- The Del Fuegos
- Delays
- Delta 5
- The Detroit Cobras
- Die Krupps
- Cara Dillon
- Disco Inferno
- The Dream Syndicate
- Duffy
- Bill Drummond
- Easterhouse
- Eddi Reader
- Emilíana Torrini
- Essential Logic
- Tav Falco's Panther Burns
- The Fall
- feedtime
- The Feelies
- The Fiery Furnaces
- Galaxie 500
- Giant Sand
- The Go-Betweens
- God Help the Girl
- Vic Godard
- Albert Hammond, Jr.
- The Hidden Cameras
- The Hold Steady
- Howard Bilerman
- Hope Sandoval & The Warm Inventions
- Islands
- James
- Johnny Flynn & the Sussex Wit
- Freedy Johnston
- Richard H. Kirk
- David Kitt
- LiLiPUT
- Levitation
- Jeffrey Lewis
- Jenny Lewis
- The Libertines
- LiLiPUT
- Little Joy
- The Long Blondes
- Cerys Matthews
- Mazzy Star
- Métal Urbain
- Micachu
- Microdisney
- The Mighty Diamonds
- Miracle Legion
- Miracle Fortress
- The Moldy Peaches
- The Monochrome Set
- Monsters of Folk
- My Morning Jacket
- Mystery Jets
- The Mr. T Experience
- Opal
- Palma Violets
- Pere Ubu
- Pooka
- The Pop Group
- Pussy Galore
- The Raincoats
- Red Krayola
- Jonathan Richman
- Robert Rental
- Rodrigo Amarante
- Royal City
- Arthur Russell
- Scissors for Lefty
- Scrawl
- Scritti Politti
- Shelleyan Orphan
- Shrimp Boat
- The Smiths
- Soul Asylum
- Souled American
- Epic Soundtracks
- Spizz Energi
- Spring Heel Jack
- Sufjan Stevens
- Stiff Little Fingers
- Straightjacket Fits
- The Strokes
- Subway Sect
- The Sundays
- Super Furry Animals
- Sweet Jesus
- Swell Maps
- Television Personalities
- They Might Be Giants
- This Heat
- Toiling Midgets
- Two Nice Girls
- James "Blood" Ulmer
- Ultramarine
- Taken by Trees
- The Virgin Prunes
- The Veils
- Weekend
- Lucinda Williams
- Victoria Williams
- The Woodentops
- Robert Wyatt
- Young Marble Giants
- Zounds